# Vrbica, Aranđelovac
Vrbica (izvirno srbsko Врбица) je naselje v Srbiji, ki upravno spada pod Občino Aranđelovac; slednja pa je del Šumadijskega upravnega okraja.

## Demografija
V naselju živi 2768 polnoletnih prebivalcev, pri čemer je njihova povprečna starost 37,2 let (36,5 pri moških in 38,0 pri ženskah). Naselje ima 1008 gospodinjstev, pri čemer je povprečno število članov na gospodinjstvo 3,51.
To naselje je, glede na rezultate popisa iz leta 2002, skoraj popolnoma srbsko, a v času zadnjih 3 popisov je opazen porast števila prebivalcev.
|  |

| Demografija | Demografija     | Demografija     |
| Leto        | Št. prebivalcev | Št. prebivalcev |
| ----------- | --------------- | --------------- |
|             |                 |                 |
|             |                 |                 |
|             |                 |                 |
|             |                 |                 |
| 1948        | 1854            |                 |
| 1953        | 1989            |                 |
| 1961        | 2058            |                 |
| 1971        | 1992            |                 |
| 1981        | 2323            |                 |
| 1991        | 2913            | 2865            |
| 2002        | 3699            | 3536            |
|             |                 |                 |

| Etnična sestava po popisu iz leta 2002 | Etnična sestava po popisu iz leta 2002 | Etnična sestava po popisu iz leta 2002 | Etnična sestava po popisu iz leta 2002 | Etnična sestava po popisu iz leta 2002 |
| -------------------------------------- | -------------------------------------- | -------------------------------------- | -------------------------------------- | -------------------------------------- |
| Srbi                                   | Srbi                                   |                                        | 3.444                                  | 97,39%                                 |
| Črnogorci                              | Črnogorci                              |                                        | 43                                     | 1,21%                                  |
| Romi                                   | Romi                                   |                                        | 12                                     | 0,33%                                  |
| Hrvati                                 | Hrvati                                 |                                        | 4                                      | 0,11%                                  |
| Makedonci                              | Makedonci                              |                                        | 2                                      | 0,05%                                  |
| Jugoslovani                            | Jugoslovani                            |                                        | 2                                      | 0,05%                                  |
| Slovenci                               | Slovenci                               |                                        | 1                                      | 0,02%                                  |
| Slovaki                                | Slovaki                                |                                        | 1                                      | 0,02%                                  |
| Muslimani                              | Muslimani                              |                                        | 1                                      | 0,02%                                  |
| Neznano                                | Neznano                                |                                        | 21                                     | 0,59%                                  |